# Vilhenabates minutus
Vilhenabates minutus är en kvalsterart som först beskrevs av Balogh 1958.  Vilhenabates minutus ingår i släktet Vilhenabates och familjen Protoribatidae. Inga underarter finns listade i Catalogue of Life.